# Tabanus haysi
Tabanus haysi är en tvåvingeart som beskrevs av Philip 1956. Tabanus haysi ingår i släktet Tabanus och familjen bromsar. Inga underarter finns listade i Catalogue of Life.